# فرانشيسكو أغويري
فرانشيسكو أغويري (بالإنجليزية: Francisco Aguirre)‏ (1908 – غير معروف)  لاعب كرة قدم باراغواياني راحل كان يجيد اللعب في خط الوسط . مثل منتخب الباراغواي في بطولة كأس العالم لكرة القدم 1930 التي أقيمت في الأوروغواي. لعب أغلب مسيرته الرياضية في نادي أوليمبيا أسونسيون .

## روابط خارجية
- فرانشيسكو أغويري على موقع الاتحاد الدولي (مؤرشف)  (الإنجليزية)
- فرانشيسكو أغويري على موقع قاعدة بيانات كرة القدم.إي يو (الإنجليزية)
- فرانشيسكو أغويري على موقع قاعدة بيانات كرة القدم.إي يو (الإنجليزية)
- فرانشيسكو أغويري على موقع ناشيونال فوتبول تيمز (الإنجليزية)
- فرانشيسكو أغويري على موقع عالم كرة القدم.نت (الإنجليزية)